# Gastrolobium linearifolium
Gastrolobium linearifolium là một loài thực vật có hoa trong họ Đậu. Loài này được G. Chandler & Crisp mô tả khoa học đầu tiên năm 2002.